# Joanna Stryjecka
Joanna Stryjecka z domu Proszowska primo voto Starkowska (ur. 1987) – polska poetka, laureatka Nagrody im. Kazimiery Iłłakowiczówny za rok 2015.

## Życiorys
Pochodzi z Bytomia, ukończyła studia z matematyki finansowej na Uniwersytecie Śląskim w Katowicach oraz Studia Literacko-Artystyczne Uniwersytetu Jagiellońskiego. Była zatrudniona m.in. jako hostessa, korepetytor, audytor, analityk finansowy.
W 2015 roku ukazał się jej debiutancki tom wierszy pt. Ballada o wyrzynarce, wydał go Zaułek Wydawniczy Pomyłka w Szczecinie. Poetka została laureatką Nagrody im. Kazimiery Iłłakowiczówny za najlepszy poetycki debiut 2015 roku. W uzasadnieniu napisano, że nagroda została jej przyznana za kreacje świata, który już nie istnieje, w sposób odtworzeniowy na własnym, nowym „płótnie”, za językowe dorastanie pośród znaków szczególnych zatraconego pokolenia zachłyśniętego wolnością, za odejście od analogii do bezwzględnej cyfry, za szczególny poetycki Woodstock. Była także nominowana w Ogólnopolskim Konkursie Literackim „Złoty Środek Poezji” 2016 na najlepszy poetycki debiut roku 2015. W 2019 roku została stypendystką Fundacji „Grazella” im. Marii Anny Siemińskiej. Pracuje i mieszka w Krakowie.

## Twórczość
- Ballada o wyrzynarce (tom wierszy, Zaułek Wydawniczy Pomyłka, 2015)
- Jutro nie mieści się w głowie. Dzienniki czasu pandemii (współautorka prozy, 2020)[10]
- Lanugo (tom wierszy, Fundacja Duży Format, 2021)[1]